# George William Foote

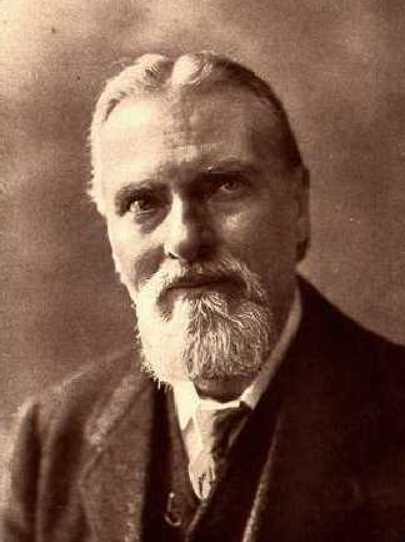
George William Foote

George William Foote (11 de janeiro de 1850 — 17 de outubro de 1915) foi editor de periódicos da Inglaterra.